# Marius Bouvet
John Marius Bouvet, né le 31 mai 1902 à Margencel, mort le 25 février 1944, est un résistant français.

## Biographie
Né à Margencel le 31 mai 1902, il est marqué par la mort de son frère Adolphe, tué sur le front en 1914. Il ne devait jamais oublier les initiales que son père, alors maire de la commune, fait graver sur la tombe de son aîné : G.A.L.G. (Guerre à la Guerre, mot d'ordre de Jean Jaurès). Marius part travailler à Lyon, avant de revenir à Margencel et il retrouve son métier de boulanger. Marius est le "premier des premiers" pour réorganiser le P.C.F. interdit dans le Chablais.
En 1941, il cache Rudolph et Maria Wascher et leurs enfants, résistants communistes allemands pourchassés. Il s'occupe des jeunes réfractaires au S.T.O. et devient l'adjoint de Maurice Flandin-Granget.
Résistant sédentaire, il reçoit l'état-major F.T.P., organise des parachutages avec Alexandre Néplaz et Frank Boujard, participe à l'attaque du train allemand à Margencel le 1" octobre 1943, organise le passage en Suisse de Jean et Paulette Peccoud du réseau Buckmaster, sert de boîte aux lettres aux réseaux Gilbert par l'intermédiaire d'André Allombert.
Le 9 février 1944, il est arrêté avec son ouvrier André Grépillat, alors qu'ils sont en route pour attaquer le repaire milicien de la Grange Allard à Allinges et doivent retrouver d'autres maquisards dans un bois à proximité dont Marius Béchevet. Torturé, transféré à l'intendance à Annecy par les miliciens, il est ramené au Savoie Léman à Thonon, P.C. de la Milice et des G.M.R. depuis février 1944.
Condamné à mort par la cour martiale avec 5 autres patriotes le 25 février 1944, il est fusillé le 26 février à l'aube. Il avait trois enfants,.